# Tata (stad in Hongarije)
Tata is een stad in Hongarije aan de spoorlijn van Wenen naar Boedapest en behorend tot het comitaat Komárom-Esztergom. Het telt 23.479 inwoners (2021), heeft sinds 1954 de status van stad en is de hoofdplaats van het district Tata (Tatai járás). Het stadje is gelegen rond het Öreg-tó (Oude-meer).

## Geschiedenis
Tata werd voor het eerst genoemd in 1221 (Tota). De burcht van Tata werd rond 1400 gebouwd onder koning Sigismund, die Tata de status van oppidum verleende, en onder Matthias Corvinus verbouwd in laatgotische stijl. In 1543 werd het kasteel door de Ottomaanse Turken ingenomen, waarna het verschillende keren van eigenaar veranderde, totdat het aan het eind van de 17e eeuw in Habsburgse handen kwam. In 1727 kwamen Tata en omgeving in het bezit van de machtige familie Esterházy. In 1740 werden onder ingenieur Sámuel Mikoviny de moerassen rond Tata ontgonnen en kreeg het Öregmeer zijn huidige vorm. De Esterházy's zouden het kasteel tot de onteigening in 1945 behouden.
In 1884 kreeg Tata een spoorwegverbinding en in 1938 werd het samengevoegd met Tóváros, dat aan de andere kant van het Öregmeer lag en inmiddels met Tata was vergroeid. Twee jaar lang heette de fusieplaats Tatatóváros, daarna Tata. In 1945 leed de stad zware oorlogsschade. De wederopbouw kwam pas op gang na 1954, het jaar waarin Tata stadsrechten kreeg.

## Bezienswaardigheden
Tata, bekend om zijn meren, bronnen en bezienswaardigheden, waarvan we de opvallendste zijn: aan het centraal gelegen Kössuth tér staat een laat-barokke kerk met twee torens. Aan het November tér nº 7 wordt het voormalige slot Eszterházy, eveneens in laat-barok, als ziekenhuis gebruikt. Het belangrijkste historische bouwwerk ligt aan het Öreg-tó ('Oude-meer'). Het is de oudste burcht met een vierhoekige grondvorm.
De vesting, met vier hoektorens, werd tijdens de Turkenoorlogen en later door de Habsburgse troepen verwoest.
In de gerestaureerde zalen van het slot bevindt zich nu het Kuny-Domokos-museum; genoemd naar de kunstenaar van het faience-keramiek.
Zeer geliefd bij toeristen en Hongaren is het 300 ha grote Öreg-tó, dat met warme bronnen wordt gevoed. Als gevolg van mijnbouw in de omgeving daalde de watertemperatuur van de in Tata aanwezige bronnen in de vorige eeuw. Sinds de mijnen gesloten zijn, wordt een langzame, maar gestage stijging van watertemperatuur waargenomen.
Tata ligt aan twee meren; het andere is het Cseke-meer, met de Engelse Tuin, een in Engelse stijl aangelegd park.

## Stedenbanden
Tata onderhoudt stedenbanden met Alkmaar (Nederland), Arenzano en Montebelluna (beide Italië), Bystřice (Tsjechië), Dammarie-les-Lys (Frankrijk), Gerlingen (Duitsland), Pińczów (Polen), Sovata (Roemenië), Kanjiža (Servië) en Svodín (Slowakije).

## Geboren in Tata
- Joci Pápai (1981), zanger